# Красноуфимські марійці
Красноуфимські марійці або Верхньоуфимскі марійці (лукомар. Красноуфим марий) — локальна група східних марійців. Об'єднуються з Кунгурськими марійцями під назвою уральських.

## Історія

Розселення марійців в Башкортостані

Оселилися у верхів'ях річки Уфа (східномар. Ӱпӧ) в ході міграції на схід в 1-й пол. XVII століття з Середнього Поволжя. Багато поселень пов'язані з іменами першопоселенців — засновників родів. Біля поселення обов'язково знаходився священний гай для традиційних молінь і жертвоприношень. Багато сімей мали священні дерева у садибах, які уособлювали сімейно-родових духів. На спільні моління збиралися в трьох місцях: на Ювинській, Тавринській і Карзинській горах. Найстаріші поселення — Верхній і Нижній Батам (Потам) та Великі і Малі Карші (Марійські Карші), а марійське село Велика Тавра з'явилося тут у 1608 році.